# Президент Эстонии
Президент Эстонской Республики (эст. Eesti Vabariigi President) — глава Эстонской Республики.
Согласно Основному закону (конституции) от 1992 года Эстония является парламентской республикой. Вследствие этого полномочия главы государства в значительной степени ограничены, он не входит в систему исполнительной, законодательной или судебной власти и является главным образом символической фигурой, исполняющей представительские и формальные функции.
Президент не может быть членом какой-либо политической партии и не может занимать никакой иной выборной или занимаемой в результате назначения должности. Эти ограничения направлены на обеспечение независимости и политической беспристрастности президента при исполнении его должностных обязанностей.
Президент Республики избирается в парламенте или специальной коллегии выборщиков (в том случае, когда ни одному из кандидатов не удаётся в ходе трёх туров набрать требуемого большинства в две трети от конституционного состава Рийгикогу). Президент избирается сроком на пять лет, одно и то же лицо не может быть избрано президентом более, чем на два срока подряд.

## Полномочия
Согласно статье 78 конституции и законам Эстонии Президент Республики выполняет следующие функции:
1. Как глава государства, представляет Эстонскую Республику в международных отношениях. Данное положение включает совершение государственных и официальных визитов в иностранные государства, официальный приём посещающих Эстонию зарубежных должностных лиц, а также подписание международных договоров лично Президентом Республики (но только в тех случаях, когда на это есть предварительное одобрение правительства). Также Президент Республики может в исключительных обстоятельствах представлять государство в высшем совете Европейского союза и на встречах лидеров зоны евро вместо премьер-министра.[2]
2. По предложению Правительства Республики назначает и отзывает дипломатических представителей Эстонской Республики, принимает верительные грамоты дипломатических представителей, аккредитованных в Эстонии.
3. Формально провозглашает очередные выборы в Рийгикогу (если глава государства по какой-либо причине не сможет или не захочет провозгласить выборы, это сделает за него Центральная избирательная комиссия).
4. Созывает вновь избранный состав Рийгикогу и открывает его первое заседание (речь идёт о церемониальной функции — глава государства выступает с речью на первом заседании парламента и занимает почётное место в зале, но при этом не имеет права непосредственно вести заседание до избрания нового председателя Рийгикогу).
5. Глава государства имеет право присутствовать на заседаниях Рийгикогу, а также выступать перед парламентом с политическими заявлениями (в зале заседаний для него отведено специальное место).
6. В случае необходимости вносит председателю Рийгикогу предложение созвать внеочередную сессию парламента.
7. Провозглашает законы и подписывает ратификационные грамоты. Президент Республики обладает правом «отлагательного» вето и может в течение 14 дней с момента получения закона вернуть его в Рийгикогу для нового обсуждения. Если Рийгикогу повторно примет закон, не внеся в него никаких поправок (при этом достаточно простого большинства участвовавших в голосовании депутатов), глава государства либо подписывает закон, либо обращается в Государственный Суд с просьбой о проверке конституционности закона. Если суд не найдёт противоречий с конституцией, президент будет обязан подписать и провозгласить закон. Правом отказа от подписания законов Президент Республики пользуется относительно редко: так, первый президент Леннарт Мери накладывал вето на законы 42 раза (при 1489 подписанных законах), второй президент Арнольд Рюйтель — 12 раз (при 850 подписанных законах), третий президент Ильвес — 9 раз (при 1253 подписанных законах), четвёртый президент Кальюлайд — 6 раз (при 498 подписанных законах). Действующий Президент Республики Алар Карис по состоянию на июль 2022 года пользовался правом лишь один раз.
8. Имеет право поставить вопрос о внесении поправок в конституцию.
9. Выдвигает кандидата на пост премьер-министра. Хотя формально глава государства имеет право представить на рассмотрение парламента любую кандидатуру на своё усмотрение, как правило, кандидатом на должность главы правительства становится лидер парламентской коалиции после соответствующих консультаций между Президентом Республики и представителями представленных в парламенте политических сил. Теоретически, в случае неутверждения двух предложенных президентом кандидатур парламентом, право выдвижения кандидата в премьер-министры переходит к Рийгикогу. Однако по состоянию на конец 2017 года такая ситуация ни разу не возникала.
10. По представлению премьер-министра назначает на должность и освобождает от должности членов правительства. В реальности это является, скорее, формальностью, поскольку, согласно закону, глава государства не имеет права произвольно отвергнуть предложение премьер-министра по политическим или субъективным соображениям (согласно комментированному изданию конституции, глава государства теоретически может отвергнуть предложение премьер-министра в случае очевидного несоответствия представленных кандидатур объективным требованиям закона — например, ввиду отсутствия гражданства Эстонии, недееспособности, пребывания в местах лишения свободы и т. п.). Для принятия соответствующего решения у президента имеется всего 3 дня.
11. Вносит в Рийгикогу предложение о назначении на должность председателя Государственного Суда, председателя совета Банка Эстонии, государственного контролёра и канцлера юстиции. Хотя формально президент имеет право внести любую кандидатуру на своё усмотрение, в реальности он, как правило, проводит соответствующие консультации с парламентскими фракциями и представляет кандидатов, имеющих вероятную поддержку парламента.
12. По представлению совета Банка Эстонии назначает президента Банка Эстонии.
13. По представлению Государственного Суда назначает судей первого и второго уровней, а также принимает должностную присягу назначенных таким образом судей; в установленных законом случаях освобождает судей первого и второго уровней от должности (по представлению председателя Государственного суда); предъявить обвинение по уголовному делу судье первого и второго уровня во время их нахождения в должности можно только с согласия Президента Республики.
14. Решает вопрос о предоставлении согласия на привлечение судей к уголовной ответственности (за исключением судей Государственного Суда).
15. Награждает государственными наградами, присваивает воинские и дипломатические звания. За два 5-летних срока предпоследний президент Ильвес, например, присвоил 1920 государственных наград (для сравнения, Леннарт Мери делал это 2045 раз, а Арнольд Рюйтель — 2814 раз).
16. Является высшим руководителем системы государственной обороны. В реальности это положение конституции воспринимается скорее как символическое, поскольку повседневное руководство вооруженными силами осуществляется правительством и министерством обороны. Согласно законодательству, использование вооруженных сил Эстонии для выполнения определенных задач в рамках режима чрезвычайного положения возможно только с согласия Президента Республики. При главе государства на правах совещательного органа также действует Совет государственной обороны (см. далее). Согласно законодательству, президент по должности имеет доступ к государственной тайне любого уровня для выполнения задач, вытекающих из действующего законодательства.
17. В порядке помилования освобождает осужденных от отбывания наказания либо смягчает наказание. Этим правом глава государства пользуется достаточно редко.

Таким образом, в полномочиях президента Эстонии можно выделить несколько направлений: представление государства на международной арене, формальные аспекты организации работы парламента и правительства, вопросы обороны и безопасности, а также назначение (или смещение) определенных должностных лиц.
Правом законодательной инициативы Президент Республики обладает только в случае постановки вопроса об изменении конституции.

### Роль Президента Республики в случае особых ситуаций
Согласно конституции, главе государства отводится ряд важнейших функций в случае возникновения чрезвычайных и кризисных ситуаций (например, начала боевых действий, конституционного кризиса или масштабных катастроф). Описанные далее полномочия на практике пока ещё ни разу не использовались и являются лишь потенциальной возможностью, предусмотренной Основным законом:
1. В исключительных обстоятельствах, когда парламент страны (Рийгикогу) не может собраться на заседание, но при этом имеется срочная государственная необходимость, Президент Республики может издавать имеющие силу закона декреты (эст. seadlus). Эта норма даёт возможность принятия важнейших государственных решений в обход парламента при возникновении чрезвычайных обстоятельств. Такими декретами президента нельзя изменить или отменить конституцию страны и установленный в ней список т. н. «конституционных» законов. Для действительности декреты главы государства всегда должны быть контрассигнованы премьер-министром и председателем Рийгикогу (закон даёт право двум последним также инициировать президентские декреты). Таким образом, конституция предусматривает механизм временной передачи законодательной власти в руки своеобразного «триумвирата», когда этого требуют чрезвычайные обстоятельства. Как только парламент страны (Рийгикогу) снова сможет собраться на заседание, он должен будет рассмотреть изданные президентом страны декреты и незамедлительно утвердить или отменить их[комм. 1].
2. Провозглашение внеочередных выборов парламент в следующих случаях: а) если вынесенный парламентом на референдум вопрос не получил поддержки избирателей б) если в течение двух месяцев с начала бюджетного года парламент не принял государственный бюджет в) если в течение 14 дней с момента перехода права выдвижения кандидата в премьер-министры к парламенту состав правительства не представлен президенту г) если Рийгикогу выразил недоверие правительству, и правительство, в свою очередь, обратилось к президенту с просьбой о проведении досрочных выборов. В последнем случае президент имеет свободу выбора, в остальных же случаях выборы должны быть назначены независимо от воли президента, чья роль сводится к оформлению соответствующих документов. С момента принятия конституции в 1992 году внеочередные выборы в Рийгикогу ни разу не объявлялись (поскольку не возникали ситуации, которые являлись бы предпосылками досрочных выборов).
3. Вносит в Рийгикогу предложения о введении чрезвычайного или военного положения, об объявлении мобилизации и демобилизации.
4. В случае очевидной агрессии, направленной против республики, самостоятельно объявляет военное положение и мобилизацию.
5. Ставит вопрос о привлечении к уголовной ответственности канцлера юстиции (в случае получения соответствующего ходатайства от прокуратуры).

### Совет государственной обороны
При Президенте Республики на правах совещательного органа существует т. н. «Совет государственной обороны» (эст. Riigikaitse Nõukogu), в состав которого входят председатель Рийгикогу, премьер-министр, председатель комиссии Рийгикогу по государственной обороне, председатель комиссии Рийгикогу по иностранным делам, министр иностранных дел, министр обороны, министр финансов, министр внутренних дел, министр юстиции, министр экономики и инфраструктуры, министр внешней торговли и инфотехнологий, а также командующий силами обороны.
Задачей совета является обсуждение важных с точки зрения государственной обороны вопросов и формирование общего мнения. Заседания проводятся по мере необходимости (в реальности они обычно проводятся от 1 до 3 раз в год). Президент Республики возглавляет Совет, утверждает порядок его работы, а также руководит его заседаниями.

### Неформальные функции главы государства
Помимо прописанных в конституции и законах полномочий, Президент Республики имеет также ряд неформальных функций, которые обусловлены традициями и личностными качествами занимавших пост главы государства людей. Так, устоявшейся традицией являются новогоднее поздравление со стороны президента, принятие президентом парадов вооружённых сил Эстонии в честь Дня независимости 24 февраля и Праздника победы под Вынну 23 июня. Президент Республики отвечает за организацию ежегодного приёма в честь Дня независимости, на который приглашаются все первые лица страны и видные общественные деятели (для многих это является большой честью и знаком признания). Произносимая президентом 24 февраля речь (эст. iseseisvuspäeva kõne) является важным политическим событием, поскольку президент имеет возможность выразить в ней своё видение происходящего в стране и критиковать действия исполнительной и законодательной власти.
Президент Республики также может осуществлять патронаж над многими общественными организациями и кампаниями, такими как:
- Эстонское общество украшения домов (направлено на улучшение среды обитания и приведение в порядок общего облика Эстонии; общество организует ежегодный конкурс «Красивый эстонский дом», победителям которого Президент Республики в августе вручает призы[6]).
- Ежегодная конференция по правам человека.
- Фонд Каролин Иллензеер (фонд занимается сбором средств для поддержки детей эстонских военнослужащих, которые погибли или были ранены в ходе боевых действий или при исполнении должностных обязанностей).
- Мероприятие по признанию заслуг эстонских добровольцев (ежегодно выбираются добровольцы года, и Президент Республики вручает им благодарности).
- Конференция имени Леннарта Мери.

## Порядок избрания и прекращения полномочий
На пост президента имеют право баллотироваться только граждане Эстонии по рождению достигшие сорока лет. Кандидат в президенты выдвигается депутатами Рийгикогу (не менее 1/5 от их числа). Президент избирается на 5 лет. Никто не может быть избран президентом более чем на два срока подряд.
Выборы президента Эстонии непрямые: он избирается в Рийгикогу или в специальной коллегии выборщиков, если Рийгикогу не удастся выполнить эту задачу. В первом туре происходит тайное голосование депутатов Рийгикогу за представленные кандидатуры. Если в первом туре президента избрать не удастся (избранным считается кандидат, за которого проголосовали не менее 2/3 состава парламента или 68 депутатов), то на следующий день проводится второй тур, при этом кандидаты выдвигаются заново. Если и во втором туре президент не избран, то в тот же день проводится третий тур, в котором участвуют два кандидата, набравшие наибольшее количество голосов во втором туре. Если президент не избран и в третьем туре, председатель Рийгикогу созывает Коллегию выборщиков, состоящую из депутатов Рийгикогу и представителей советов местных самоуправлений. Коллегии выборщиков представляются два кандидата, участвовавших в третьем туре. Кроме того право выдвижения кандидата на пост президента имеют также по крайней мере 21 член коллегии выборщиков. Коллегия выборщиков избирает Президента Республики большинством голосов членов коллегии выборщиков, участвовавших в голосовании. Если в первом туре ни один из кандидатов не окажется избранным, то в тот же день между двумя кандидатами, получившими наибольшее количество голосов, проводится второй тур голосования. Если и после второго тура голосования в коллегии выборщиков не удастся избрать президента, право выбора президента снова переходит к Рийгикогу и процедура повторяется заново в вышеописанной последовательности.
Вступление новоизбранного президента в должность происходит путём принесения перед Рийгикогу следующей присяги:

Вступая в должность Президента Республики, я (имя и фамилия) торжественно клянусь, что буду неколебимо отстаивать конституцию и законы Эстонской Республики, справедливо и беспристрастно использовать данную мне власть, верно исполнять свои обязанности, прилагая все свои силы и способности во имя блага народа Эстонии и Эстонской Республики.
Оригинальный текст (эст.)Astudes Vabariigi Presidendi ametisse, annan mina, (ees- ja perekonnanimi), pühaliku tõotuse kaitsta vankumata Eesti Vabariigi põhiseadust ja seadusi, õiglaselt ja erapooletult kasutada minule antud võimu ning täita ustavalt oma kohuseid kõigi oma võimete ja parima arusaamisega Eesti rahva ja Eesti Vabariigi kasuks.

С момента вступления на должность автоматически прекращаются все полномочия и обязанности президента в любых других избираемых или назначаемых должностях. Президент Республики не имеет права заниматься любой другой оплачиваемой деятельностью. Должностное вознаграждение Президента Республики устанавливает Рийгикогу специальным законом. На время пребывания в должности президент обязан приостановить членство в какой-либо партии.
Полномочия президента прекращаются в связи с:
- добровольной отставкой;
- вступлением в должность вновь избранного президента;
- смертью;
- вступлением в силу обвинительного приговора суда в отношении него;
- стойкой неспособностью исполнять обязанность президента по состоянию здоровья, устанавливаемой Государственным судом.

При неспособности президента исполнять свои обязанности, полномочия президента временно переходят к председателю Рийгикогу.

## История института президентства

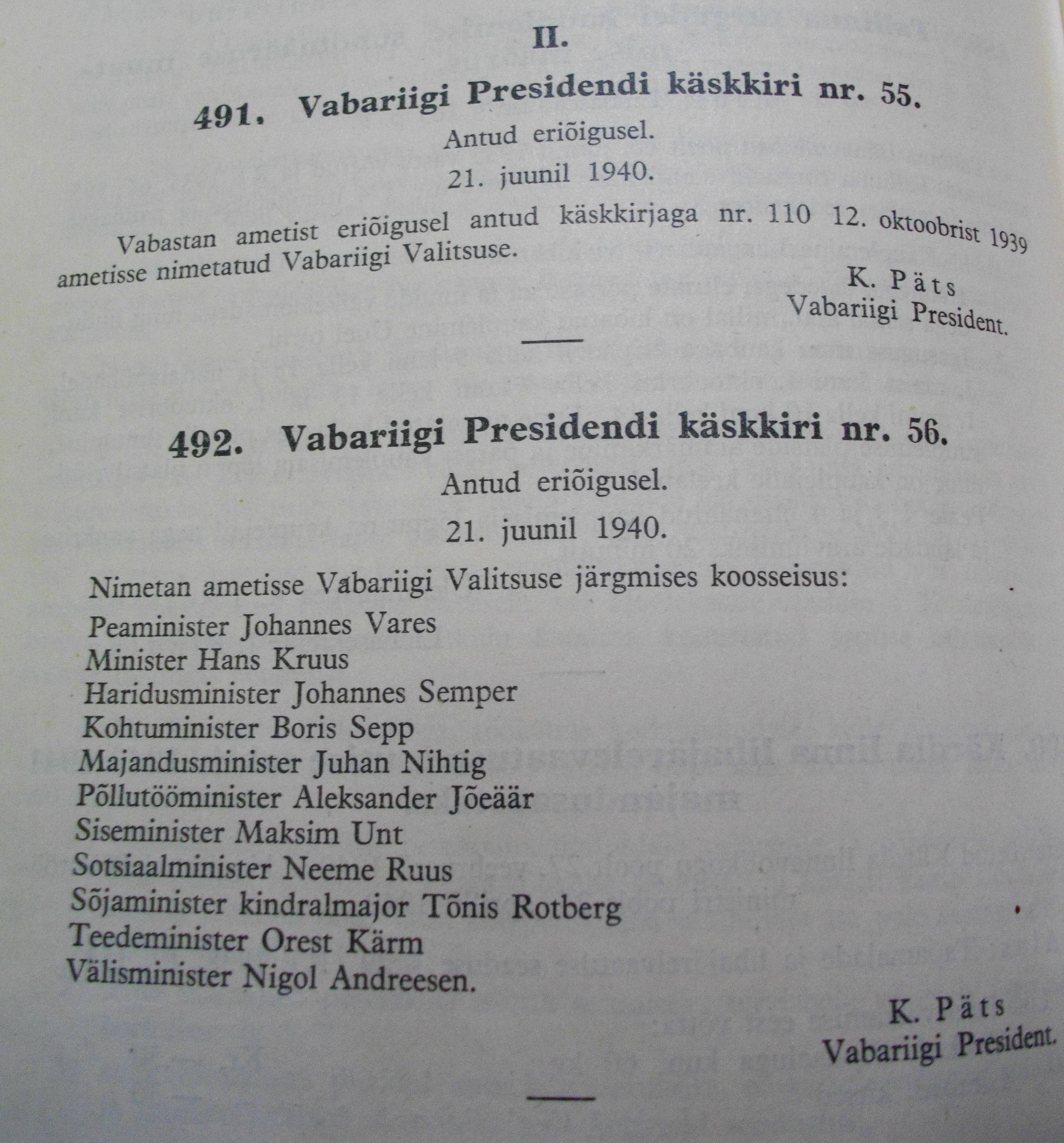
Указы президента Пятса об отставке правительства Улуотса и назначении правительства Барбаруса

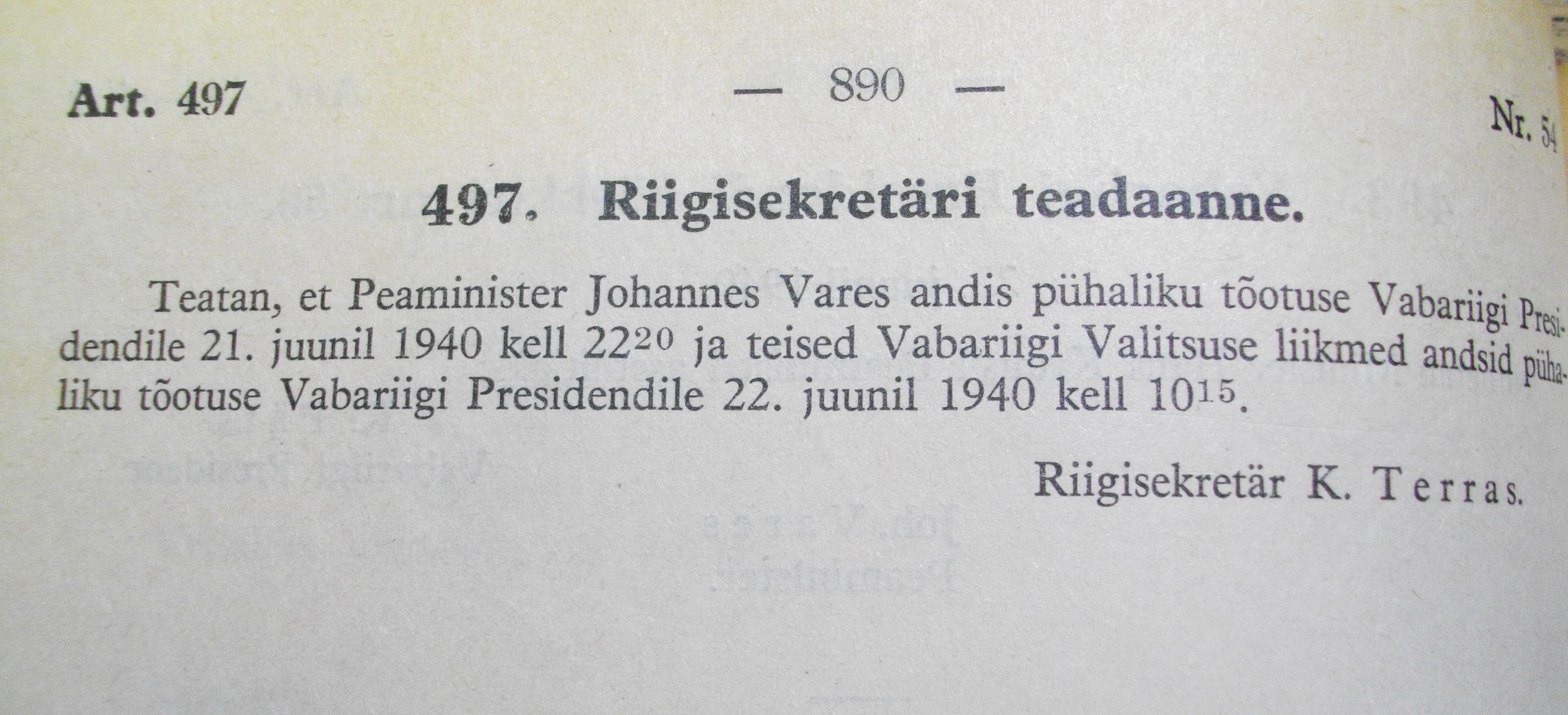
Сообщение государственного секретаря о принесении членами правительства Барбаруса должностной присяги

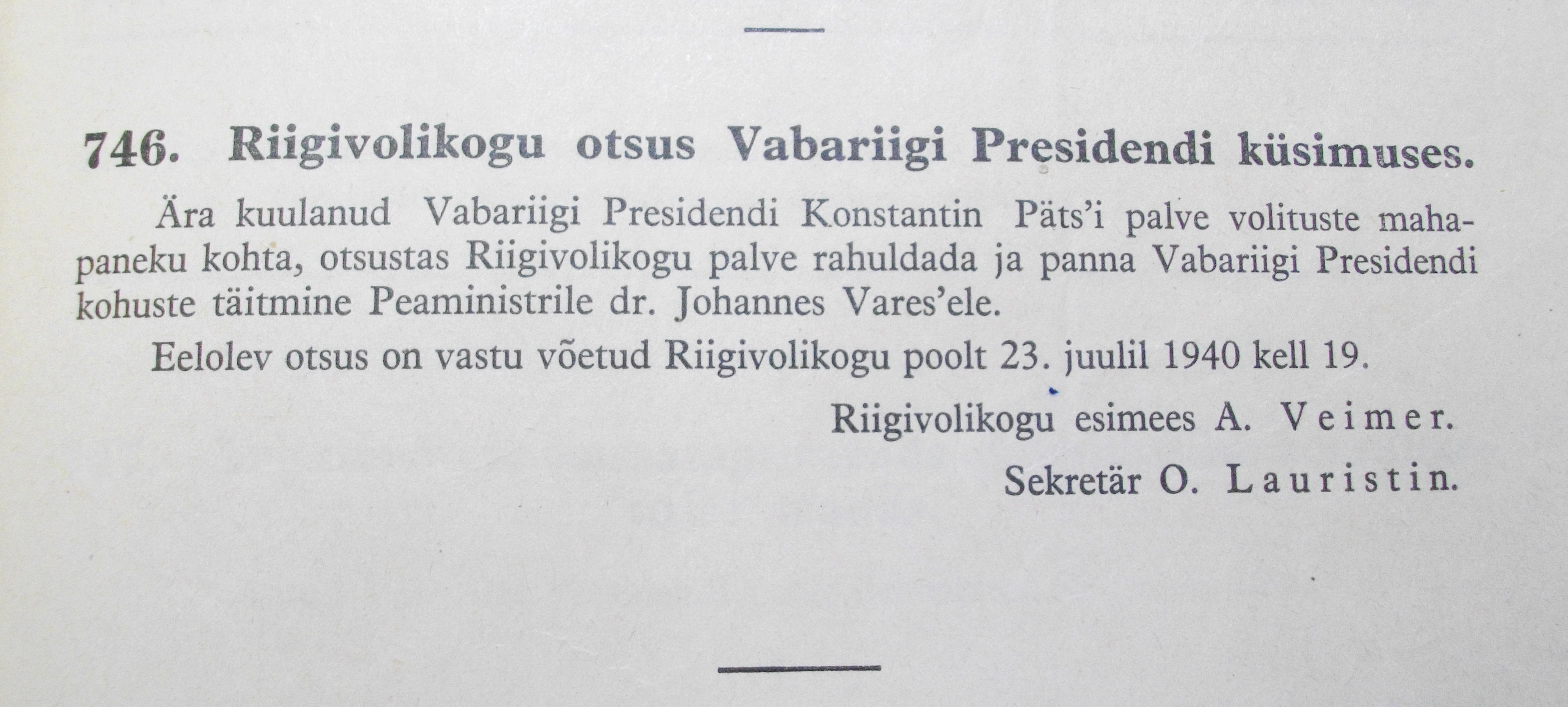
Решение парламента об отставке Пятса с поста президента

Институт президента отсутствовал в Эстонии как таковой с 1918 по 1938 года. Первая конституция Эстонии была намеренно составлена таким образом, чтобы любыми способами исключить концентрацию слишком большой власти в одних руках. Функции, которыми обычно наделён президент в парламентских республиках, были распределены между спикером парламента, правительством и государственным старейшиной, который фактически выполнял функции премьер-министра и номинального главы государства. Однако последний не мог выполнять роль арбитра в случае конфликта между парламентом и правительством, поскольку был сам полностью зависим от депутатов и мог быть в любой момент отправлен парламентом в отставку.
12 марта 1934 года в Эстонии произошел государственный переворот. В октябре 1934 года Государственное собрание (Рийгикогу) было распущено. В марте 1935 года, в Эстонии была введена однопартийная система. Все политические партии были запрещены, вместо них была создана единственная правящая — «Исамаалийт» («Союз отечества»). В 50 округах из 80 выборы вообще не проводились. В 1937 году созванное Пятсом Национальное Собрание (эст. Rahvuskogu) одобрило (оппозиция бойкотировала этот акт) третью конституцию Эстонской Республики, основанную на предложениях главы государства.
Пост президента был впервые введён в 1938 году после принятия новой конституции. Согласно новому основному закону, президент обладал очень широкими полномочиями и фактически возглавлял исполнительную ветвь власти. Первым президентом Эстонской Республики стал Константин Пятс. Срок полномочий президента должен был длиться шесть лет, однако Константин Пятс был вынужден покинуть свой пост в 1940 году с связи с присоединением Эстонии к СССР. Впоследствии он был арестован НКВД и депортирован в Россию. Константин Пятс умер в 1956 году в психиатрической больнице под Калининым.
После включения Эстонии в состав СССР на правах отдельной союзной республики (в современной Эстонии трактуется, как изначально нелегитимная оккупация) была принята новая конституция по образцу советской, в которой пост президента не был предусмотрен. В советский период формальным главой государства в Эстонской ССР считался председатель президиума Верховного Совета, полномочия которого были минимальными.
В период советской власти за пределами СССР также действовало правительство Эстонской Республики в изгнании, глава которого официально назывался «премьер-министром, временно исполняющим обязанности Президента Республики». Однако легитимность правительства в изгнании ставится некоторыми историками под вопрос, поскольку, по их утверждению, оно не было официально признано ни одним государством мира. Первое правительство Эстонии в изгнании состояло из лиц, назначенных последним премьер-министром независимой Эстонии Юри Улуотсом (после предъявления Советским Союзом ультиматума, включавшего требование о формировании дружественного СССР правительства Эстонии, 21 июня 1940 года кабинет министров Улуотса был отправлен в отставку указом президента Константина Пятса). Подчиняясь советскому ультиматуму, президент Пятс назначил новое правительство во главе с Йоханнесом Варесом Барбарусом.
Пост Президента Республики был восстановлен в 1992 году после принятия новой конституции. С этого момента выборы президента были проведены 6 раз (в 1992, 1996, 2001, 2006, 2011 и 2016 годах).

### Список президентов Эстонии (с 1992 года)
Согласно конституции 1992 года главой Эстонии является Президент Эстонской Республики (эст. Eesti Vabariigi President). Его полномочия в значительной степени ограничены, он не входит в систему исполнительной власти и является, главным образом, символической фигурой, исполняющей представительские и различные формально-юридические функции. Президент не может быть членом какой-либо политической партии и не может занимать никакой иной выборной или назначаемой должности.
Выборы президента проходят путём голосования в парламенте или в специальной коллегии выборщиков (с чередованием туров голосования между этими органами). Президент избирается сроком на пять лет, одно и то же лицо не может быть избрано президентом более, чем на два срока подряд. В 1992 году президентские выборы были всенародными, и только в случае, если ни один из кандидатов не набирал 50 % голосов избирателей (что и произошло на этих выборах), голосование переносилось в парламент.
| №        | Срок | Портрет          | Имя (годы жизни)                                              | Полномочия      | Полномочия                                                          | Выдвинут партией | Выборы |
| №        | Срок | Портрет          | Имя (годы жизни)                                              | Начало          | Окончание                                                           | Выдвинут партией | Выборы |
| -------- | ---- | ---------------- | ------------------------------------------------------------- | --------------- | ------------------------------------------------------------------- | --- | --- |
| 1 (I—II) | 1    |                  | Леннарт-Георг Мери (1929—2006) (эст. Lennart-Georg Meri)      | 6 октября 1992  | 20 сентября 1996                                                    | Национальная коалиционная партия Отечества (эст. Rahvuslik Koonderakond Isamaa)                                     | 1992 (на всенародном голосовании в первом туре набрал 29,8 % против 42,2 % у Арнольда Рюйтеля; избран во втором туре парламентом 59 голосами из 101) |
| 1 (I—II) | 2    | 20 сентября 1996 | Леннарт-Георг Мери (1929—2006) (эст. Lennart-Georg Meri)      | 8 октября 2001  | 1996 (избран в пятом туре коллегией выборщиков 196 голосами из 372) | Национальная коалиционная партия Отечества (эст. Rahvuslik Koonderakond Isamaa)                                     | |
| 1        | 1    |                  | Арнольд Рюйтель (1928—2024) (эст. Arnold Rüütel)              | 8 октября 2001  | 9 октября 2006                                                      | Народный союз Эстонии (эст. Eestimaa Rahvaliit)                                                                     | 2001 (избран в пятом туре коллегией выборщиков 186 голосами из 366)                                                                                  |
| 3 (I—II) | 1    |                  | Тоомас Хендрик Ильвес (род. 1953) (эст. Toomas Hendrik Ilves) | 9 октября 2006  | 29 августа 2011                                                     | Социал-демократическая партия Эстонии (эст. Sotsiaaldemokraatlik Erakond)                                           | 2006 (избран в четвёртом туре коллегией выборщиков 174 голосами из 345)                                                                              |
| 3 (I—II) | 2    | 29 августа 2011  | Тоомас Хендрик Ильвес (род. 1953) (эст. Toomas Hendrik Ilves) | 10 октября 2016 | 2011 (избран в первом туре парламентом 73 голосами из 101)          | Социал-демократическая партия Эстонии (эст. Sotsiaaldemokraatlik Erakond)                                           | |
| 4        | 1    |                  | Керсти Кальюлайд (род. 1969) (эст. Kersti Kaljulaid)          | 10 октября 2016 | 11 октября 2021                                                     | выдвинута советом старейшин Рийгикогу (эст. Riigikogu vanematekogu)                                                 | 2016 (избрана в шестом туре парламентом 81 голосами из 101)                                                                                          |
| 5        | 1    |                  | Алар Карис (род. 1958) (эст. Alar Karis)                      | 11 октября 2021 | действующий                                                         | выдвинут Партией реформ Эстонии (эст. Eesti Reformierakond) и Центристской партией Эстонии (эст. Eesti Keskerakond) | 2021 (избран во втором туре парламентом 72 голосами из 101)                                                                                          |

## Резиденция

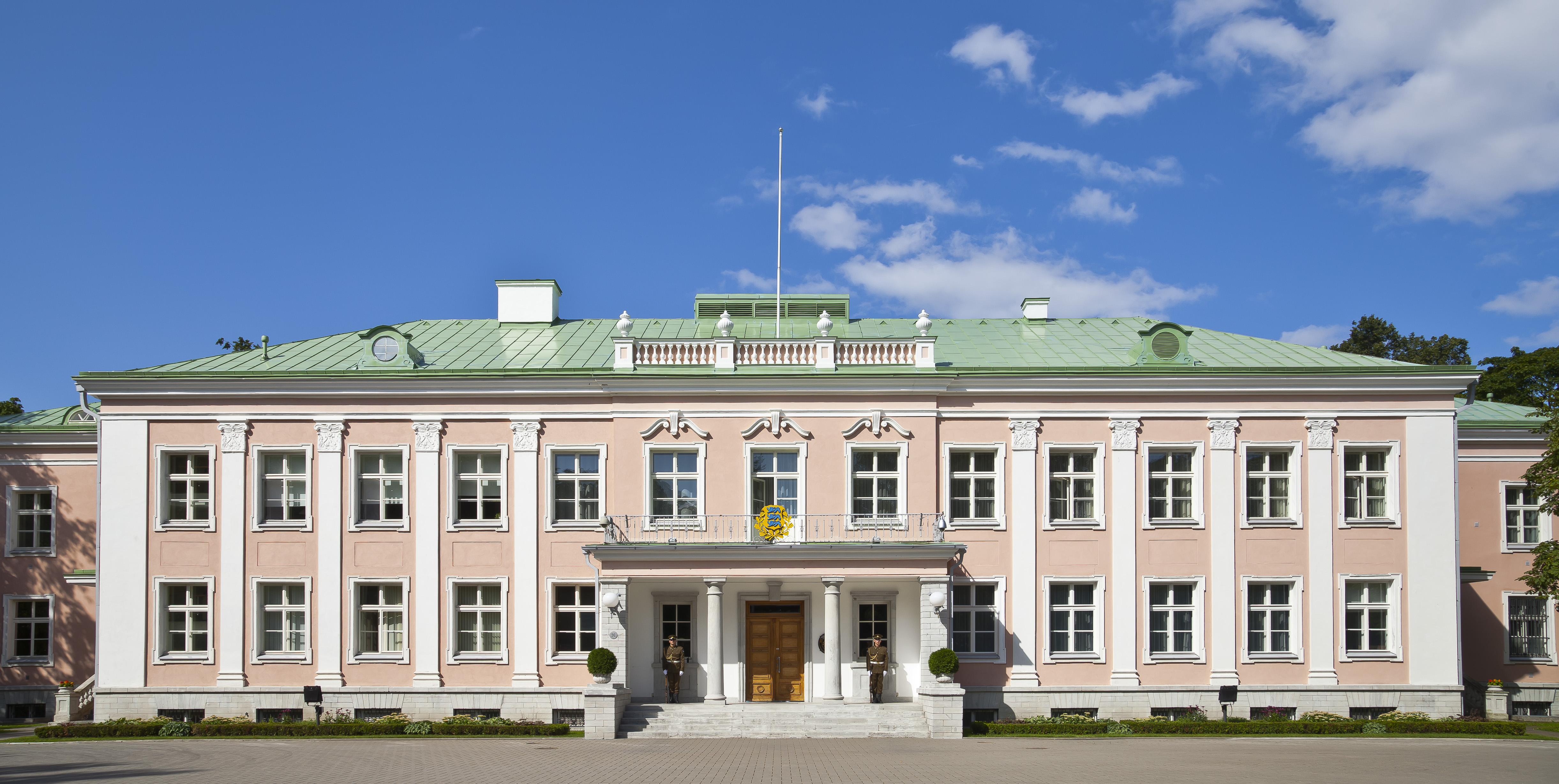
Резиденция Президента Республики

Резиденция Президента Республики расположена в Таллинском районе Кадриорг напротив Екатеринентальского дворца с прилегающим парковым комплексом и рядом с музеем Куму. В этом же здании располагается канцелярия Президента Республики, осуществляющая материально-техническое обеспечение деятельности главы государства.
Здание было возведено в 1938 году по проекту архитектора Алара Котли. Во времена советской власти в этом здании располагался Президиум Верховного Совета ЭССР.

## Комментарии
1. ↑  Положение об издании президентских декретов не задействовалось ни разу с момента принятия конституции в 1992 году